# Eclectus polychloros
Eclectus polychloros — вид папуг з родини Psittaculidae. Поширенний в Новій Гвінеї, на півночі Австралії та на Соломонових островах.

## Поширення
Вид має досить великий ареал, що простягається від західно-папуаських островів (включаючи Гебе та Гаг), островів Кай, островів Ару і Біак (усі належать Індонезії), через низинну Нову Гвінею, острови Адміралтейства та архіпелаг Бісмарка (обидва належать країні Папуа-Нова Гвінея) і Соломонові Острови до крайньої півночі Квінсленда (Австралія).
Займає полог усіх лісистих місць існування. Він найбільш поширений у первинних низинних лісах, але також зустрічається від узбережжя до середньогірних районів, включаючи мангрові зарості, ліси Nypa fruticans, прісноводні болота, ліси на посушливих територіях, прибережні чагарники, густіші савани, парки, плантації, вторинні зарості та сади. На висоті вище 1000 м вид стає набагато рідшим, але його можна зустріти до 1900 м.

## Підвиди
- E. p. polychloros (Scopoli, 1786) – Нова Гвінея та прилеглі острови;
- E. p. solomonensis Rothschild & Hartert, EJO, 1901 – архіпелаг Бісмарка та Соломонові острови;
- E. p. macgillivrayi Mathews, 1913 – Кейп-Йорк.

## Опис
Ці птахи мають довжину близько 35 см і важать 450—600 г. Добре помітний статевий диморфізм — самці зелені з червоною плямою на плечі і синіми маховими перами. Кінчик хвоста жовтуватий. Дзьоб оранжево-жовтий з чорною нижньою щелепою. У самиць, однак, голова, спина, крила і хвіст червоні. Черево і шия блакитні. Дзьоб темно-сірий.

## Спосіб життя
Харчуються поросята переважно фруктами, насінням, горіхами, листовими та квітковими бруньками. Здебільшого харчуються на деревах паринарі та панданус.
Період розмноження цього виду триває з квітня по вересень. Гніздяться в дуплах дерев. Самка відкладає туди два яйця, які висиджує 28–30 днів. Перші 11-12 тижнів молодняк годує переважно самиця. Після закінчення цього часу молодняк оперяється і харчується в основному самцями. Покинувши гніздо, дитинчата ще деякий час залежать від батьків.